# Leandra clidemioides
Leandra clidemioides är en tvåhjärtbladig växtart som först beskrevs av Charles Victor Naudin, och fick sitt nu gällande namn av John Julius Wurdack. Leandra clidemioides ingår i släktet Leandra och familjen Melastomataceae.
Artens utbredningsområde är Ecuador.

## Underarter
Arten delas in i följande underarter:
- L. c. bolivensis
- L. c. ecuadorensis